# Pic de Bure
De Pic de Bure is een 2.709 meter hoge berg in de Franse Voor-Alpen. De berg vormt het op twee pieken na hoogste punt van het Dévoluymassief. De Pic de Bure bevindt zich in het noordoostelijk deel van het Dévoluymassief en ligt in het departement Hautes-Alpes in de regio Provence-Alpes-Côte d'Azur.
De Pic de Bure domineert met zijn zeer karakteristieke vorm en een 600 m hoge verticale rotswand het zicht op het zuiden vanuit de wintersportplaats SuperDévoluy. Ten westen van de top op een hoogte van 2.552 m ligt het kalksteenplateau Plateau de Bure. Op dit plateau heeft het Institut de radioastronomie millimétrique (IRAM) het observatorium NOEMA (NOrthern Extended Millimeter Array) uitgebouwd, bestaande uit een een netwerk van twaalf radiotelescopen die een interferometer vormen. De bijzonder heldere luchten in deze regio en op deze hoogte waren essentieel bij de keuze van deze locatie.